# Жиро де Борнеј
Жиро де Борнеј (такође и Гиро ди Борнеј и Гиро од Борнеја (око 1138—1215.), био је провансилски трубадур рођен у породици нижег сталежа у Лимузину. Повезиван са замком Вискун у Лиможу, његова песничка вештина му је обезбедила надимак „Господар трубадура“.
Њему се приписује да је измислио trobar leu. Око деведесет његових мелодија и песама су преживеле до данашњег дана. Једна од његових најбољих плањ (тужбалица) због смрти Рембоа од Оренжа. У тенсу са краљем Алфонсом II од Арагона Гиро расправља да ли је дама часна ако прихвати љубавника који је богатији од ње.
Постоји могућност да је пратио Ричарда I Лавље Срце у Трећи крсташки поход, а свакако се зна да је ишао на ходочашће у Свету земљу, но то је могло бити и пре крсташког похода.

## Гиро и Данте
Данте Алигијери спомиње Гироа често, у свом делу De Vulgari Eloquentia, где га наводи као три највећа провансилска песника - онога који пише узвишену поезију, „мајстор тачне поезије“. Ово је, међутим порекао у Чистилишту, где превласт даје Арноу.

## Поезија
- Алба (Царе славни)